# Bezirkssportanlage Bäuminghausstraße
Die Bezirkssportanlage Bäuminghausstraße ist eine Sportstätte im Essener Stadtteil Altenessen. Sie verfügt über ein Fußballstadion sowie zwei weitere Spielfelder mit Flutlichtanlage.

## Lage und Ausstattung
Die Anlage liegt östlich der Bundesstraße 224. Das Stadion hat heute eine Kapazität von 11.000 Zuschauern. Einst konnten bis zu 30.000 Zuschauer die Spiele im Stadion verfolgen. Auf der Haupttribüne befinden sich etwa 1300 überdachte Sitzplätze. Die Spielfläche aus Naturrasen ist von einer vierspurigen Laufbahn umgeben. Neben dem Vereinssport wird die Anlage auch vom Schulsport genutzt.

## Geschichte
Die Spielstätte wurde 1939 eröffnet und zur neuen Heimstätte des Fußballvereins TuS Helene Essen. Dieser schaffte schon im ersten Jahr an der Bäuminghausstraße den Aufstieg in die seinerzeit erstklassige Gauliga Niederrhein und wurde in der Aufstiegssaison 1940/41 Meister. In der Endrunde um die deutsche Fußballmeisterschaft 1941 trafen die Essener in der Gruppenphase auf den VfL Köln 1899, Kickers Offenbach und den FC Mühlhausen 93, verpassten aber als Dritter den Sprung ins Halbfinale. Obwohl sie in die Zeit des Zweiten Weltkrieges fiel, begrüßte der TuS Helene bis zu 15.000 Zuschauer bei den Heimspielen.
Gegen Ende des Krieges wurde das Stadion durch 14 Fliegerbomben zerstört, allerdings konnten die Schäden noch im Jahr des Kriegsendes 1945 beseitigt werden. Der Zuschauerrekord im Stadion wurde am 11. Mai 1947 aufgestellt, als im Rahmen der Niederrheinmeisterschaft die Sportfreunde Katernberg auf Rot-Weiß Oberhausen trafen. Vor 30.000 Zuschauern siegten die Oberhausener mit 2:0.
Die alte vor dem Umbau stehende Anlage diente in Teilen als Kulisse für den Fernsehfilm Landauer – Der Präsident.
Zwischen November 2013 und Juli 2014 wurde die Anlage für rund 3,5 Millionen Euro um- und ausgebaut. Der Rasenplatz im Stadion blieb erhalten, ergänzt wurde eine Kunststofflaufbahn für die Leichtathletik. Dazu kamen zwei Kunstrasen-Spielfelder sowie insgesamt eine Flutlichtanlage, eine neue Stadiontribüne und neue Umkleiden.